# 静香八郎
静香 八郎（しずか はちろう、1904年1月4日 - 没年不詳）は、日本の俳優である。靜香 八郎と表記されることもある。本名は渡邊 庸太郎（わたなべ ようたろう）。長年の実演経験を持ち、河合映画製作社、赤沢映画などの三流キネマで活躍した二枚目俳優である。

## 来歴・人物
1904年（明治37年）1月4日、大阪府大阪市に生まれる。1979年（昭和54年）10月23日に発行された『日本映画俳優全集 男優篇』（キネマ旬報社）では、生年は「1905年（明治38年）1月4日」という旨が記されているが、誤植と思われる。
幾年の実演生活を経て、1926年（大正15年）、帝国キネマ時代劇部へ入社。主に市川百々之助（1906年 - 1978年）の悪役俳優として活躍する。1927年（昭和2年）7月28日に公開された森本登良男監督映画『恋の簪』や、同年8月13日に公開された同じく森本登良男監督映画『剣人』では初めて大役を務めたが、都合により間も無く退社。
1929年（昭和4年）、谷崎十郎プロダクションに移籍するが、その傍らで森本登良男プロダクション、片岡千恵蔵プロダクションの作品にもフリー出演している。その後、河部五郎一座で実演巡業を経て河合映画製作社へ移籍する。この頃、同社に所属していた千代田綾子（本名渡邊綾子、1906年/1907年 - 没年不詳）と結婚した。1928年（昭和3年）に発行された『日本映画俳優名鑑 昭和四年版』（世界映画社）など一部の資料によれば、大阪府大阪市天王寺区細工谷54番地に住み、身体は5尺5寸5分（約168.2センチメートル）、体重は16貫500匁（約61.9キログラム）、趣味は文学と運動であり、お酒と女、中華料理が嗜好であるという。
1931年（昭和6年）、赤沢映画へ移籍する。『日本映画俳優全集 男優篇』によれば、翌1932年（昭和7年）に移籍としている。以後、赤沢映画の主演俳優として活躍したが、主演作品は同年公開の赤沢大助監督映画『肉弾三勇士』『満洲大進軍』『君国のために』など、軍事映画に限られた。1935年（昭和10年）の赤沢映画活動停止後は再び実演に戻る。その後、1943年（昭和18年）9月30日に公開された興亜商事製作の中西卯之助・長尾史録監督映画『菊水とはに』に脇役として出演していたが、終戦後の消息は明らかになっていない。没年不詳。

## 出演作品

### 帝国キネマ演芸
特筆以外、全て製作・配給は「帝国キネマ演芸」、共同製作は「市川百々之助プロダクション」、全てサイレント映画である。
- 『ひょっとこ』：監督佐藤樹一路、1927年5月14日公開 - 義賊猫小僧
- 『妖雲』：監督森本登良男、1927年7月14日公開
- 『恋の簪』：監督森本登良男、1927年7月23日公開
- 『剣人』：監督森本登良男、1927年8月13日公開 - 主演
- 『創痕』（『創恨』[2][3]）：監督竹村快一、1927年11月20日公開
- 『猛漢起つ』：監督服部真砂雄、製作沢田義雄プロダクション、1927年月日不明公開

### 谷崎十郎プロダクション
特筆以外、全て製作・配給は「谷崎十郎プロダクション」、全てサイレント映画である。
- 『修羅悪鬼』：監督松屋春翠、1928年1月20日公開
- 『漂泊の剣士』（『漂白の剣士』[1]）：監督下村健二、1928年3月17日公開
- 『落花の辻 前篇』：監督松屋春翠、製作ヤマト映画、配給松竹、1928年5月4日公開
- 『落花の辻 後篇』：監督松屋春翠、製作ヤマト映画、配給松竹、1928年5月13日公開

### 森本登良男プロダクション
特筆以外、全て製作・配給は「森本登良男プロダクション」、全てサイレント映画である。
- 『戦艦三笠』：監督森本登良男、1928年7月1日公開
- 『誉れの警官』：監督森本登良男、1928年10月13日公開 - 主演
- 『続万花地獄 完結篇』：監督稲垣浩・曾我正史、製作片岡千恵蔵プロダクション、1929年2月15日公開 - 飛車兵衛
- 『君恋し』：監督森本登良男、1929年3月6日公開 - 主演
- 『消防隊』：監督森本登良男、1929年月日不明公開 - 主演

### 河合映画製作社
全て製作・配給は「河合映画製作社」、全てサイレント映画である。
- 『浅草丹次』：監督丘虹二、1930年4月3日公開
- 『灰神楽』：監督石山稔、1930年5月15日公開 - 暗闇の寅
- 『旗本風流男』：監督山口哲平、1930年5月30日公開 - 横井甚兵衛
- 『群盗猟奇陣』：監督山口哲平、1930年6月27日公開
- 『白夜物語』：監督山口哲平、1930年7月11日公開 - 真間崎三郎
- 『多情涙恨』：監督小沢得二・石山稔、1930年7月18日公開
- 『蒼白き人々』：監督山口哲平、1930年8月15日公開
- 『国定忠次 関東大殺篇』（『関東大殺篇 国定忠治』[4]）：監督千葉泰樹、1930年10月1日公開 - 松井軍太夫
- 『清水定吉』：監督丘虹二、1930年10月17日公開
- 『天保夜鴉伝』：監督千葉泰樹、1930年10月24日公開（1930年10月31日公開説あり）
- 『遊侠白浪噺』（『遊俠白浪噺』『遊侠白浪囃』[2][3]）：監督千葉泰樹、1930年11月21日公開
- 『白粉蜘蛛』：監督千葉泰樹、1931年1月22日公開
- 『維新建国池田屋事変』（『池田屋事変』）：監督村越章二郎、1931年4月10日公開
- 『清水の小政』：監督村越章二郎、1931年4月24日公開 - 次郎長
- 『新興歌舞伎映画 三人吉三』（『三人吉三』）：監督石山稔、1931年5月6日公開（1931年5月8日公開説あり） - お坊吉三

### 赤沢映画
全て製作・配給は「赤沢映画」、特筆以外は全てサイレント映画である。
- 『阿波の鳴門』：監督吉野二郎、1931年月日不明公開
- 『散りゆく大和桜 空閑少佐』：監督赤沢大助、1932年4月7日公開 - 主演
- 『空中艦隊』：監督赤沢大助、1932年7月14日公開 - 主演 ※トーキー
- 『肉弾三勇士』：監督赤沢大助、1932年月日不明公開 - 主演 ※トーキー
- 『満州大進軍』（『満洲大進軍』）：監督赤沢大助、1932年月日不明公開 - 主演
- 『島の娘』：監督赤沢大助、1933年3月8日公開
- 『敵は太平洋』：監督赤沢大助、1933年10月19日公開 - 吉野中尉
- 『金色夜叉』：監督赤沢大助、1934年2月8日公開 - 荒尾譲介 ※トーキー
- 『君国のために』：監督赤沢大助、1934年7月5日公開 - 主演 ※サウンド版

### フリーランス
全てトーキーである。
- 『山征かば 一部・二部』：監督赤沢大助、製作日本国策映画社、1942年11月12日公開 - 主演
- 『菊水とはに』：監督中西卯之助・長尾史録、製作興亜商事、1943年9月30日公開[4]